# Hétpróba
A hétpróba (görög eredetű szóval heptathlon) egy összetett versenyszám az atlétikában. Míg a tízpróbát  csak férfiak számára írják ki, a hétpróbában nők és férfiak egyaránt versenyeznek.

## Női hétpróba
Szabadtéren rendezik.

### Versenyszámai
- 100 m gátfutás,
- magasugrás,
- súlylökés,
- 200 m síkfutás,
- távolugrás,
- gerelyhajítás,
- 800 m síkfutás.

### Története
Csak 1980-ban váltotta fel az ötpróbát. Olimpiai számként az 1984-es nyári olimpián mutatkozott be. Hazánkban az első bajnokságot hétpróbában 1981-ben rendezték meg.

## Férfi hétpróba
Teremben rendezik.

### Története
Ez a hétpróba eredeti változata.

### Versenyszámai
- 60 m síkfutás,
- távolugrás,
- súlylökés,
- magasugrás,
- 60 m gátfutás,
- rúdugrás,
- 1000 m síkfutás.

## A verseny feltételei
A versenyszámokat két nap alatt rendezik meg. Az első versenynapon négy, a másodikon három számra kerül sor. A győztest a Nemzetközi Atlétikai Szövetség (IAAF) pontrendszere alapján állapítják meg. Az elsőséget pontegyenlőség esetén a versenyző által megnyert versenyszámok száma alapján állapítják meg.